# Горностай 2-й
«Горностай 2-й» — люгер Каспийской флотилии Российской империи, последний из четырёх люгеров типа «Щёголь». Находился в составе флота с 1808 по 1819 год, принимал участие в русско-персидской войне 1804—1813 годов, использовался в качестве крейсерского и для оказания поддержки операциям сухопутных войск.

## Описание судна
Парусный люгер с деревянным корпусом, один из четырёх люгеров типа «Щёголь», строившихся в Казани с 1806 по 1808 год. Длина люгера по сведениям из различных источников составляла от 18,3 до 20,12 метра, ширина — 5,49—5,5 м метра, а осадка 2,79—2,8 метра. Вооружение судна состояло из восьми орудий.

## История службы
Люгер «Горностай 2-й» был заложен 17 (29) августа 1807 года на стапеле Казанского адмиралтейства и после спуска на воду 21 мая (2 июня) 1808 года вошёл в состав Каспийской флотилии России. Строительство вёл кораблестроитель Е. И. Кошкин.
В кампанию 1808 года совершил переход от Казани до Астрахани. Принимал участие в русско-персидской войне 1804—1813 годов, в кампании с 1809 по 1813 год выходил в крейсерские плаванья к берегам Восточного Закавказья и оказывал поддержку сухопутным войскам.
После войны выходил в плавания в Каспийское море.
По окончании службы в 1819 году люгер «Горностай 2-й» был разобран в Астрахани.

## Командиры люгера
Командирами люгера «Горностай 2-й» в составе Российского императорского флота в разное время служили:
- З. Н. Воейков (1810 год);
- А. А. Каширин (1815—1816 годы);
- Е. И. Глазатов (1819 год).

### Комментарии
1. ↑  Всего в рамках серии было построено 4 люгера: «Щёголь», «Горностай 1-й», «Белка» и «Горностай 2-й»[1].
2. ↑  60 футов[2].
3. ↑  18 футов[2].
4. ↑  9 футов 2 дюйма[2].